# Rashygien och eugenik i Finland
Rashygienen i Finland inspirerades ursprungligen främst av forskare i USA. År 1890 hade filosofie magister Edvin Hedman i Helsingfors grundat en "läroanstalt för sinnesslöa" som följande år flyttades till Perttula gård nära Tavastehus och 1909 övertogs av finska staten. Han började där 1912 på rashygieniska grunder, sterilisera elever. Intill 1922 steriliserades sammanlagt 18 elever. Verksamheten upphörde då Medicinalstyrelsen meddelade att sterilisering enligt då gällande lag var olaglig.
Ett exempel på så kallad positiv rashygien är den verksamhet som, den genom donation av läkaren Pehr Ulrik Florin inrättade Florinska kommissionen inom Svenska Litteratursällskapet bedrev. Kommissionen bildades 1911 och hade till uppgift att granska finlandssvenskarnas mentala och fysiska hälsotillstånd. Man lät undersöka 23 000 personer och registrerade uppgifter om hälsa och livssituation. De ledande männen inom kommissionen var läkarna Ossian Schauman och Jarl Hagelstam samt genetikern Harry Federley. De flyttade arbetets tyngdpunkt från vetenskaplig forskning till praktiskt folkhälsoarbete och information inom Samfundet Folkhälsan som också hade rashygieniskt motiverad verksamhet. Till denna hörde bland annat premierandet av mödrar, eftersom man var orolig för den svenska befolkningens framtid i Finland. Denna hade genom politiska reformer i början av 1900-talet förlorat en stor del av sitt politiska inflytande, och nativiteten visade en sjunkande trend. Folkhälsan spred kunskap om rashygien och ärftlighet samt försökte motivera genetiskt friska personer som tillhörde "den svenska folkstammen" att skaffa många barn.
Mellan 1920 och 1939 premierades friska svensktalande mödrar, som var gifta med friska män som härstammade från en finlandssvensk familj. För att bli premierad skulle man ha minst fyra friska och välskötta barn. Premieringen av mödrar skedde i samarbete med Föreningen Martha, som behandlade ämnet i sin tidning Husmodern och arrangerade föredrag samt spred information. Av de omkring 1 250 mödrar som ansökte om att bli premierade belönades 629. Diplom och penninggåvor utdelades vid högtidliga tillfällen, varvid de belönade mödrarna framstod som föredömen för andra kvinnor. Motsvarande verksamhet på finskt håll bedrevs av befolkningsförbundet Väestöliitto.
På 1920-talet började också statsmakten visa intresse för rashygien, vilket bland annat yttrade sig i förslaget till ny äktenskapslag 1924. Förslaget innehöll – på rashygieniska grunder motiverade – förbud för sinnessjuka, sinnesslöa och personer som var nära släkt med varandra att ingå äktenskap. Dessutom föreslogs att epileptiker, dövstumma och personer som led av smittosamma könssjukdomar måste ha en särskild äktenskapslicens för att kunna gifta sig. Lagen godkändes 1929.
Eugenikens anhängare var dock av den åsikten att förbud och begränsningar av rätten att ingå äktenskap inte räckte till, och efterlyste en lag om sterilisering. År 1926 tillsatte statsrådet en kommitté som skulle utreda möjligheterna att sterilisera degenererade individer samt utarbeta ett lagförslag om sterilisering. Betänkandet blev färdigt våren 1929. Kommittén föreslog att sinnessvaga, sinnessjuka, epileptiker och personer vars könsdrift på grund av sin inriktning och abnorma styrka kunde få dem att begå brottsliga handlingar borde kunna steriliseras med vederbörandes medgivande. Lagen om sterilisering godkändes 1935 med stor majoritet i Finlands riksdag.
Lagstiftarna hoppades att man med hjälp av sterilisering kunde lätta på kontrollen av de degenererade och på så sätt minska utgifterna för socialvården. Det fanns givetvis också personer som betraktade sterilisering som ett medel att skapa en bättre människoras. I motsats till utvecklingen i de övriga nordiska länderna ökade antalet steriliseringar i Finland efter andra världskriget. Mellan 1951 och 1969 utfördes enligt den officiella statistiken drygt årligen omkring 200 eugeniskt motiverade steriliseringar. Enligt filosofie doktor Markku Mattilas opublicerade arkivforskning fattade Medicinalstyrelsen fram till 1970 beslut om tvångssterilisering i 4 435 fall och godkände 3 273 ansökningar om frivillig sterilisering. Dessutom gavs på eugeniska grunder 2 988 tillstånd till abort på villkor att kvinnan i samband med aborten skulle steriliseras. Det exakta antalet på eugeniska grunder utförda steriliseringar är inte känt, eftersom Mattilas forskning endast gäller de av Medicinalstyrelsen utfärdade besluten om tvångssterilisering och tillstånden till frivillig sterilisering, inte antalet utförda operationer. Då lagen om sterilisering reviderades 1970 blev tvångssteriliseringarna förbjudna.